# جان مک‌دونالد (روان‌پزشک)
جان مک‌دونالد (انگلیسی: John Macdonald؛ ۷ نوامبر ۱۹۲۰ – ۱۶ نوامبر ۲۰۰۷) روان‌پزشک جنایی بود که بیشتر برای نظریه سه‌گانه مک‌دونالد درباره ویژگی‌های سوسیوپاتیک و نوشتن شرح حال قاتلان زنجیره‌ای مشهور است. مک‌دونالد در سال ۱۹۶۷ از دانشگاه اتاگو دکترای پزشکی گرفت و عنوان پایان‌نامه او تهدید به کشتن (انگلیسی: The Threat to Kill) بود.